# وقسيات
وَقْسِيَّات (الاسم العلمي: Gymnoascaceae)، فصيلة فطريات مجهرية من الفطريات الزقية، طائفة العوفنيات.